# Mas que nada
Mas que nada är en låt skriven och inspelad av den brasilianske musikern Jorge Ben 1963. Utanför Brasilien är det dock Sérgio Mendes som gjort den känd. 1964 släppte han skivan Sérgio Mendes and Brasil '66, från vilken "Mas que nada" släpptes som singel, och både den och albumet blev storsäljare. Låten kom med på topplistorna i en mängd länder.
2006 gjorde Sérgio Mendes en nyinspelning av låten tillsammans med The Black Eyed Peas, som även släpptes som singel.
Låten har även förekommit på film, bland annat i Austin Powers: Hemlig internationell agent från 1997. Den spelas i avsnitt 28 av TV-serien Entourage.

## Mas que nada på svenska
1967 släppte Lill Lindfors sin skiva Du är den ende, där en av låtarna är Hör min samba som är en svensk cover på låten. Den svenska texten skrevs av Mats Hallgren.
| Originalet på portugisiska | Engelsk tolkning | Lill Lindfors version (1967) |
| --- | --- | --- |
| Mas que nada Sai da minha frente Eu quero passar Pois o samba está animado O que eu quero é sambar Este samba Que é misto de maracatu É samba de preto velho Samba de preto tu Mas que nada Um samba como esse tão legal Você não vai querer que eu chegue no final | Oh come on Get out of my way I want to get through 'Cause this samba's so exciting What I want is to dance! This samba That is a mix of maracatu Is the samba of preto velho Samba of black people Oh come on A samba like this one is so cool You won't want me to stop | Hör min samba Kom och dansa barfota Med mig i sanden Se hur vågorna rullar mot stranden Kom innan solen har gått ner Hela rymden har upphört Och tiden står still Men på stranden gungar samban Är just så skön som vi vill Hör min samba Den rymmer hela världen i sin famn Så mjuk, så skön, så varm Som ditt huvud mot min arm |